# Sân bay Buriram
Sân bay Buriram (tiếng Thái: ท่าอากาศยานบุรีรัมย์, (IATA: BFV, ICAO: VTUO)), là sân bay phục vụ Buriram (tỉnh) của Thái Lan. Sân bay này có một đường băng dài 2100 m rải bê tông nhựa.

## Các hãng hàng không hoạt động
| Hãng hàng không | Các điểm đến       |
| --------------- | ------------------ |
| Nok Air         | Bangkok–Don Mueang |
| Thai AirAsia    | Bangkok–Don Mueang |

### Các hãng hàng không hoạt động trước đây
| Hãng hàng không | Các điểm đến         | Năm hoạt động | Ghi chú |
| --------------- | -------------------- | ------------- | ------- |
| Thai Airways    | Bangkok–Don Mueang   | 1996-2002     |         |
| Phuket Air      | Bangkok–Don Mueang   | 2002-2005     |         |
| PB Air          | Bangkok–Don Mueang   | 2005-2006     |         |
| PB Air          | Bangkok–Suvarnabhumi | 2006-2009     |         |

## Thống kê

### Lưu lượng giao thông theo năm
| Năm  | Hành khách | So với năm ngoái | Chuyến bay | Hàng hóa (tấn) |
| ---- | ---------- | ---------------- | ---------- | -------------- |
| 2001 | 33.964     |                  | 765        | 22,1           |
| 2002 | 24.972     | 26,48%           | 788        | 6,62           |
| 2003 | 22.390     | 10,34%           | 712        | 5,10           |
| 2004 | 30.600     | 36,67%           | 753        | 2,21           |
| 2005 | 22.321     | 27,06%           | 541        | 1,41           |
| 2006 | 8.643      | 61,28%           | 348        | 0,24           |
| 2007 | 11.057     | 27,93%           | 424        | 0,14           |
| 2008 | 8.407      | 23,97%           | 318        | 0,02           |
| 2009 | 7.479      | 11,04%           | 298        | 0,00           |
| 2010 | 7.410      | 0,92%            | 240        | 0,00           |
| 2011 | 8.207      | 10,76%           | 427        | 0,00           |
| 2012 | 4.575      | 44,25%           | 318        | 0,00           |
| 2013 | 11.393     | 149,03%          | 501        | 0,00           |
| 2014 | 17.431     | 53,00%           | 408        | 0,00           |
| 2015 | 117.710    | 575,29%          | 1.508      | 0,00           |
| 2016 | 197.988    | 68,20%           | 2.258      | 0,00           |
| 2017 | 220.856    | 11,55%           | 2.609      | 0,00           |
| 2018 | 340.692    | 54,26%           | 3.197      | 0,00           |
| 2019 | 355.497    | 4,35%            | 3.461      | 0,00           |
| 2020 | 180.996    | 49,09%           | 2.404      | 0,00           |